# Danh sách cầu thủ tham dự Cúp bóng đá Caribe 2005

## Jamaica
Huấn luyện viên:  Wendell Downswell
| 0#0 | Vị trí | Cầu thủ          | Ngày sinh và tuổi           | Câu lạc bộ               |
| --- | ------ | ---------------- | --------------------------- | ------------------------ |
| 1   | TM     | Shawn Sawyers    | 19 tháng 9, 1976 (38 tuổi)  | Portmore United          |
| 2   | HV     | Damion Stewart   | 18 tháng 8, 1980 (34 tuổi)  | Bradford City A.F.C.     |
| 3   | TĐ     | Richard West     | 19 tháng 7, 1985 (29 tuổi)  | Waterhouse               |
| 4   | HV     | Garfield Reid    | 14 tháng 1, 1981 (33 tuổi)  | Rivoli United F.C.       |
| 5   | HV     | Robert Scarlett  | 14 tháng 1, 1979 (35 tuổi)  | Harbour View             |
| 6   | HV     | Jermaine Taylor  | 14 tháng 1, 1985 (29 tuổi)  | Harbour View             |
| 7   | HV     | Tyrone Marshall  | 12 tháng 11, 1974 (39 tuổi) | LA Galaxy                |
| 8   | HV     | Fabian Davis     | 30 tháng 6, 1974 (40 tuổi)  | Tivoli Gardens F.C.      |
| 9   | TĐ     | Teafore Bennett  | 7 tháng 6, 1984 (30 tuổi)   | Village United F.C.      |
| 10  | TV     | Jermaine Hue     | 15 tháng 6, 1978 (36 tuổi)  | Sporting Kansas City     |
| 11  | TĐ     | Newton Sterling  | 12 tháng 11, 1984 (29 tuổi) | Constant Spring F.C.     |
| 12  | HV     | Tyrone Sawyers   | 21 tháng 5, 1981 (33 tuổi)  | unknown                  |
| 13  | TM     | Leighton Murray  | 22 tháng 9, 1977 (37 tuổi)  | unknown                  |
| 14  | TĐ     | Luton Shelton    | 11 tháng 11, 1985 (29 tuổi) | Harbour View             |
| 15  | TV     | Khari Stephenson | 18 tháng 1, 1981 (33 tuổi)  | Sporting Kansas City     |
| 16  | TV     | Omar Daley       | 25 tháng 4, 1981 (33 tuổi)  | Preston North End F.C.   |
| 17  | TV     | Keith Kelly      | 5 tháng 3, 1983 (31 tuổi)   | Arnett Gardens F.C.      |
| 18  | TV     | Andy Williams    | 23 tháng 9, 1977 (37 tuổi)  | Chicago Fire Soccer Club |
| 19  | TĐ     | Roland Dean      | 13 tháng 10, 1981 (33 tuổi) | Tivoli Gardens F.C.      |